# لسجان (ردفان)

تعديل مصدري - تعديل

لسجان هي إحدى قرى عزلة الحبيلين بمديرية ردفان التابعة لمحافظة لحج، بلغ تعداد سكانها 239 نسمة حسب تعداد اليمن لعام 2004.